# Arkadenbau (Bad Kissingen)
Der Arkadenbau (Adresse: Am Kurgarten 8) im bayerischen Staatsbad Bad Kissingen wurde in den Jahren 1834 bis 1838 an der Westseite des Kurgartens nach Plänen des Architekten Friedrich von Gärtner aus behauenem gelbem Sandstein errichtet. Er war das erste repräsentative Kurgebäude Bad Kissingens. Der Arkadenbau steht heute unter Denkmalschutz und ist in der bayerischen Denkmalliste unter der Nummer D-6-72-114-6 registriert.

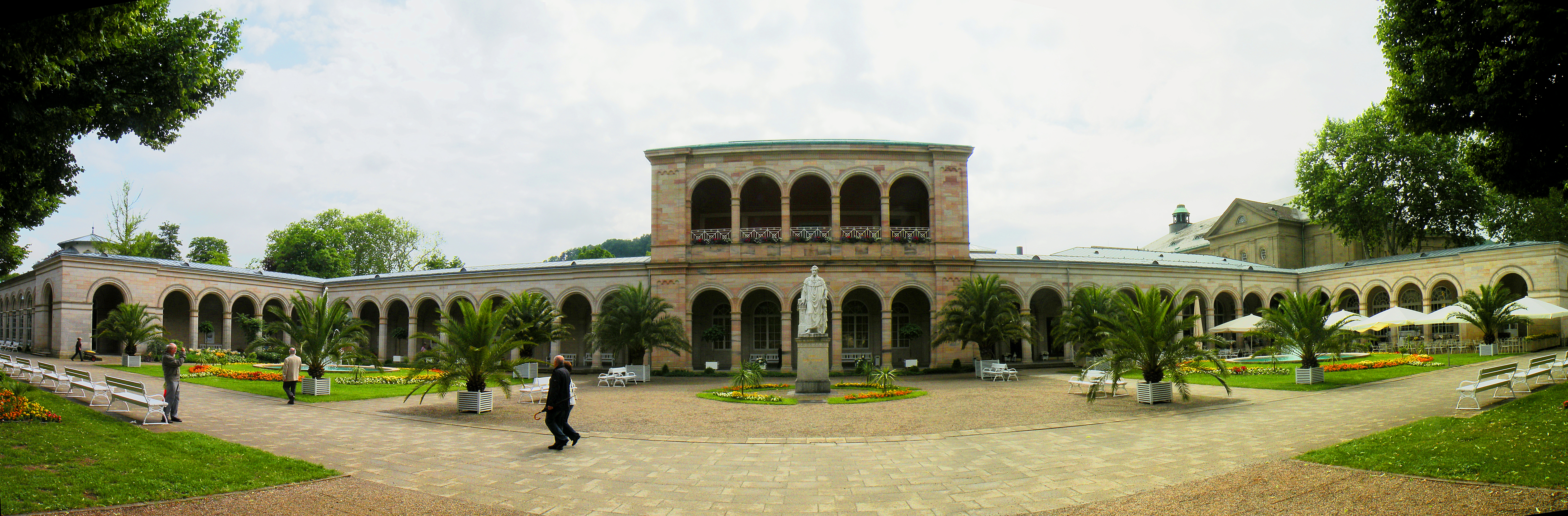
Panoramasicht auf den vierflügeligen Arkadenbau mit Conversationssaal; links (Süden) Übergang zur Brunnen- und Wandelhalle, rechts (Norden) mit Kurgartencafé

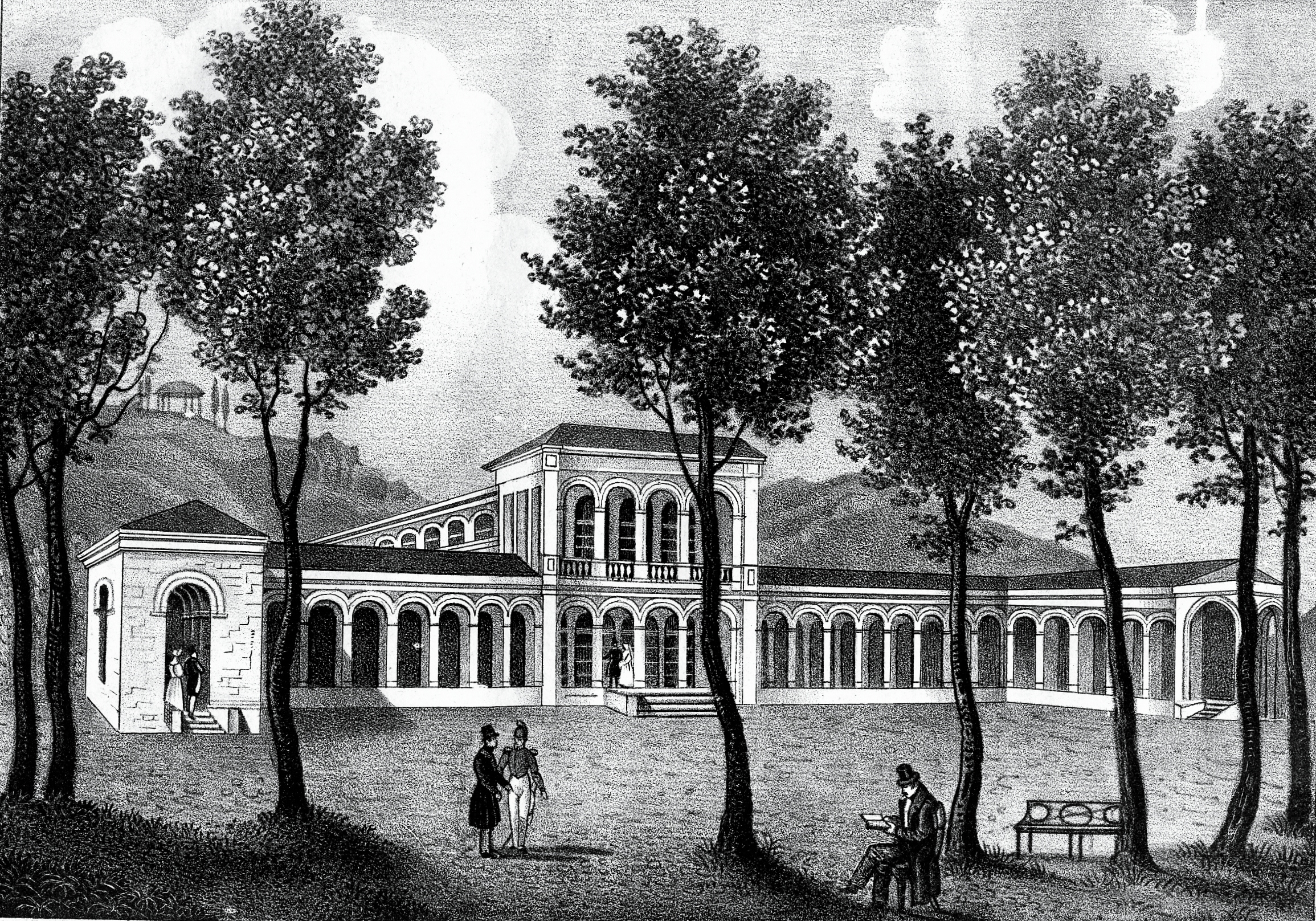
Der noch dreiflügelige Arkadenbau kurz nach Fertigstellung 1838

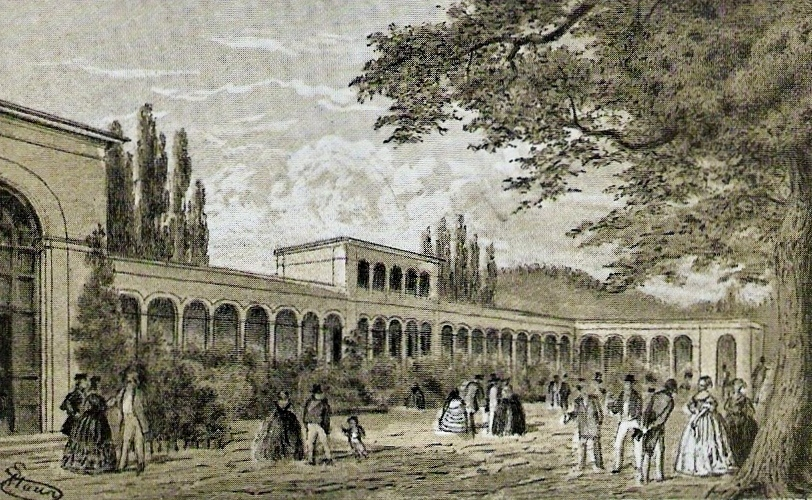
Der Arkadenbau um 1845

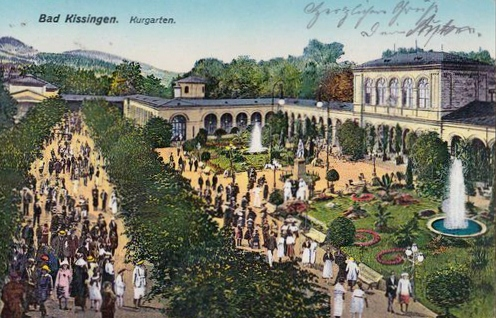
Der vierflügelige Arkadenbau um 1915; oben die neue Brunnen- und Wandelhalle

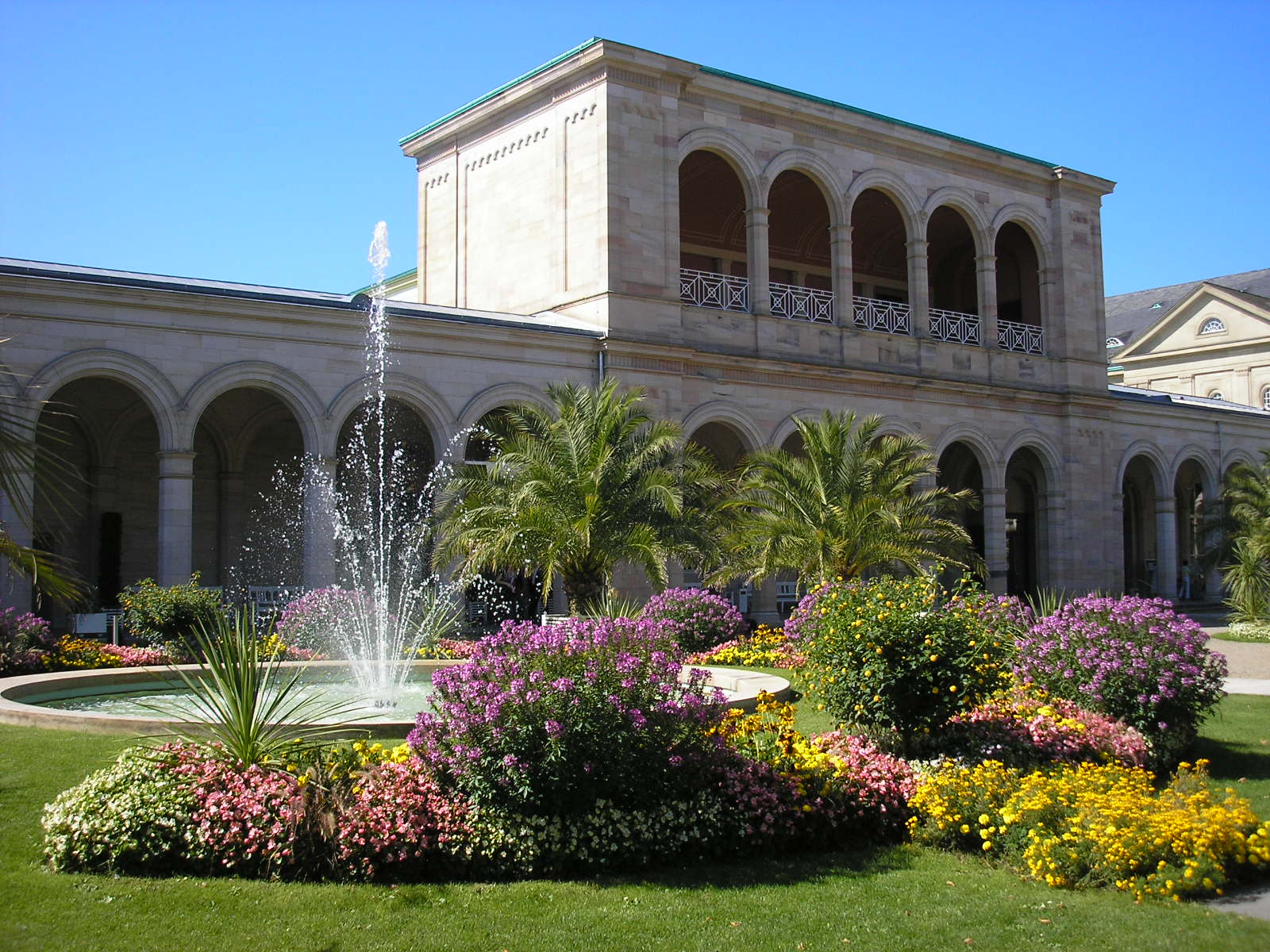
Arkadenbau mit Conversationssaal

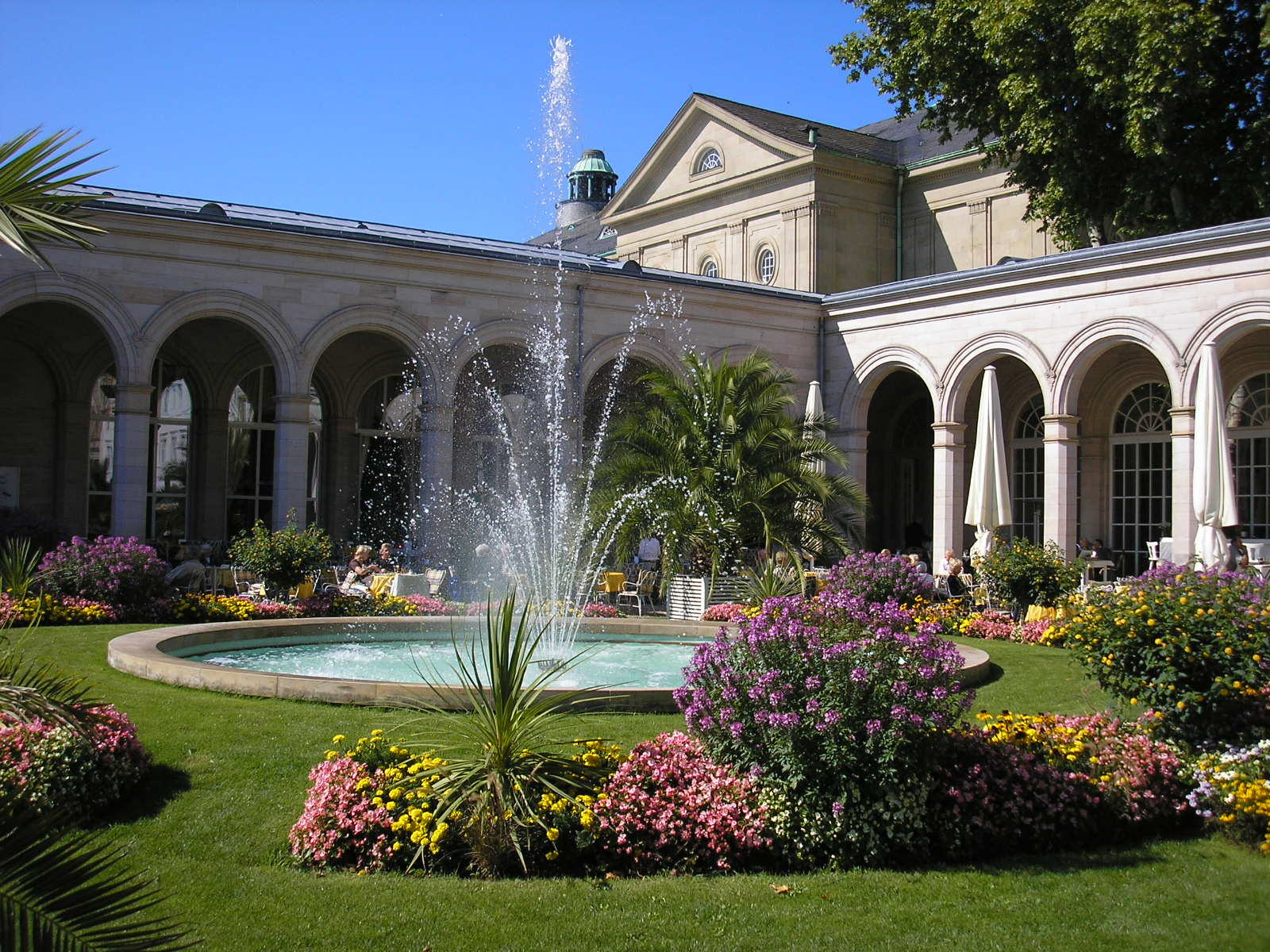
Blick auf den nördlichen Arkadenbau mit Kurgartencafé; dahinter der Regentenbau

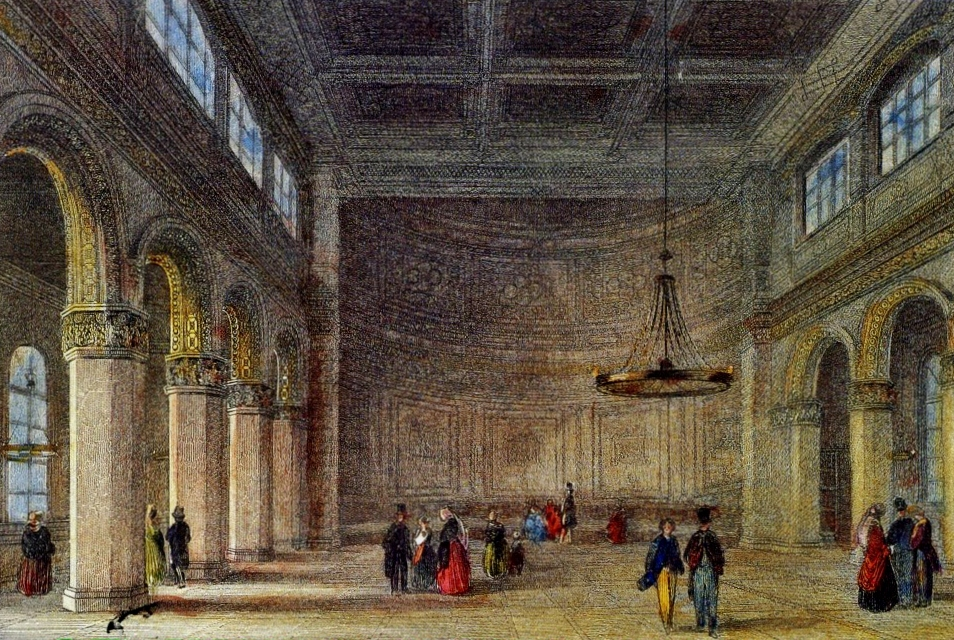
Der Conversationssaal um 1845 – noch ohne Bestuhlung und Bühne

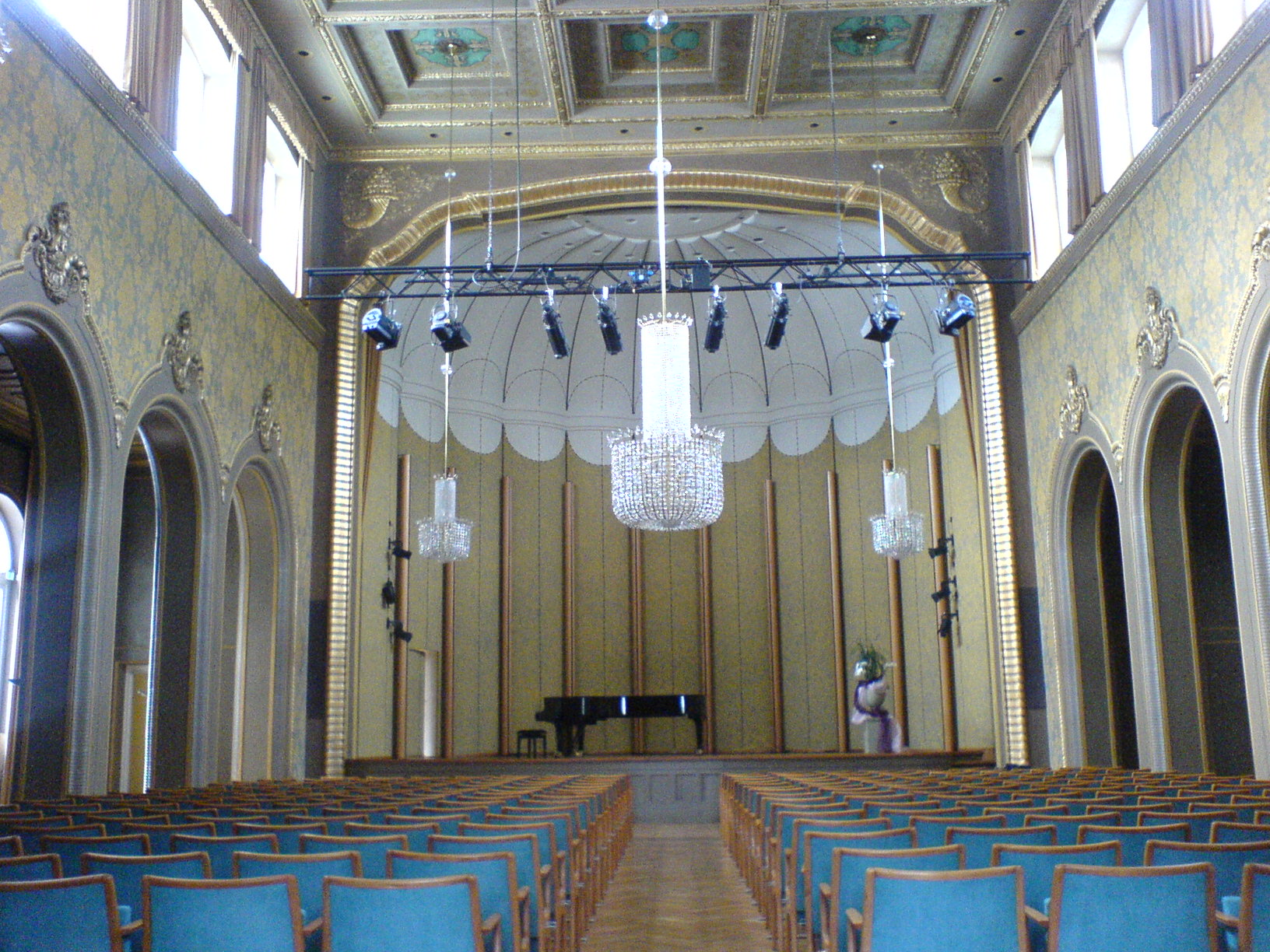
Blick in den heutigen von Max Littmann umgestalteten Rossini-Saal

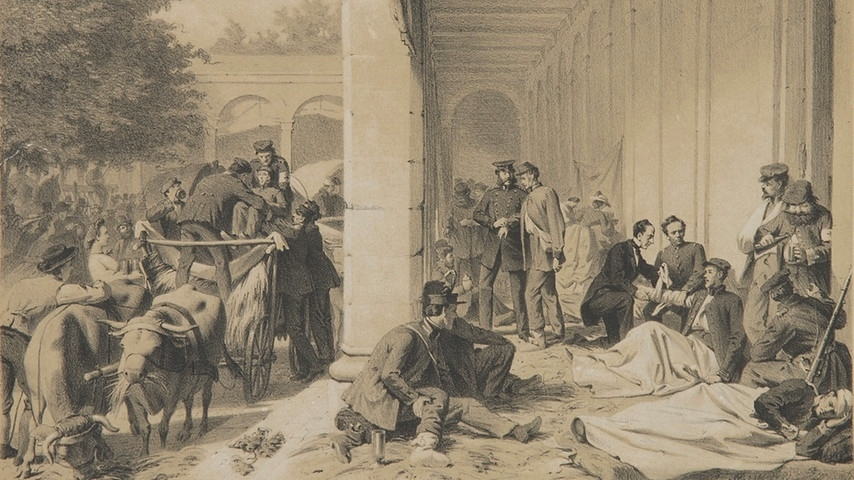
Verletzte Soldaten 1866 im Arkadenbau

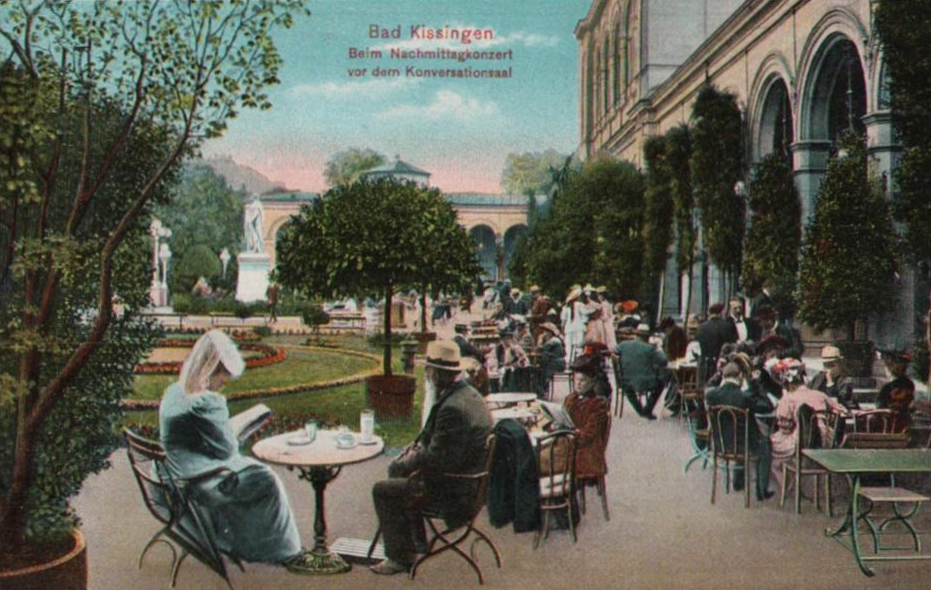
Blick vom Kurgartencafé auf Arkadenbau und Kurgarten um 1910

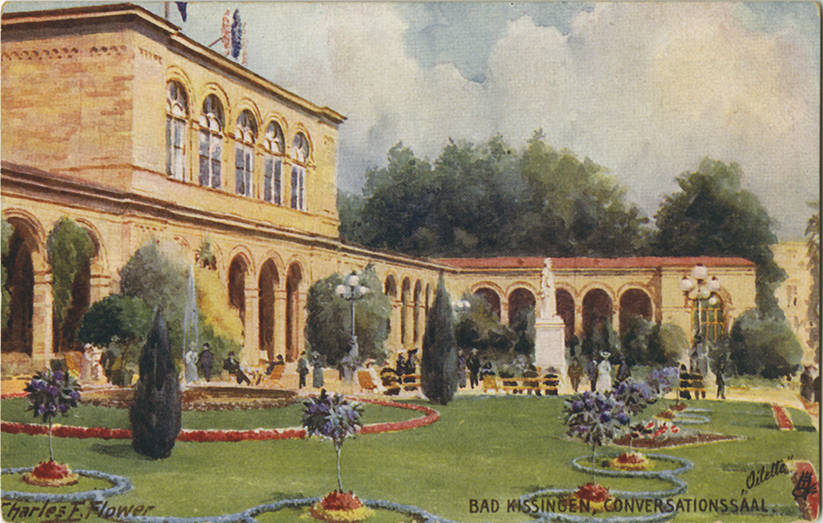
Blick auf Nordende des Arkadenbaues (1906); Gemälde von Charles E. Flower (1871–1951)

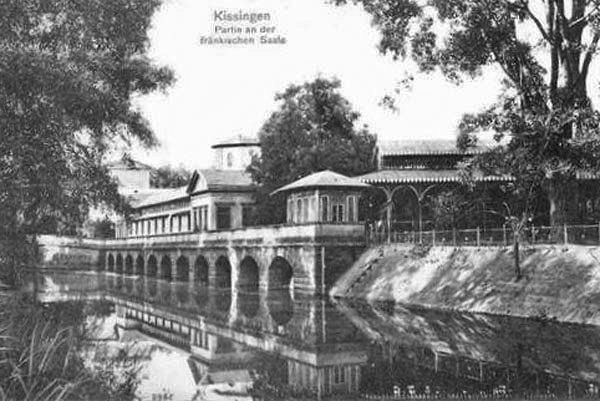
Rückwärtige Sicht auf Arkadenbau und Brunnenhalle (um 1900)

## Baubeschreibung

### Arkadenbau
Der Bad Kissinger Arkadenbau ist eine im Ursprung etwa 150 Meter lange, 4,70 Meter breite und 7 Meter hohe eingeschossige Dreiflügelanlage aus Sandstein mit flachem Walmdach, im Stil der florentinischen Frührenaissance, die mit offenem Umgang die Westseite des Kurgartens zur Fränkischen Saale hin abgrenzt. Auf ganzer Länge sind die zum Garten geöffneten Rundbogenarkaden in 46 auf Säulen und Pfeilern ruhende Bogen und vier Eckpavillons gegliedert. Nur wenige Jahre später wurde der dreiflügelige Bau um einen vierten, heute verglasten Flügel (geschlossene Arkade) nach Süden ergänzt. Am Ende dieses Flügels gab es einen Übergang zur aus Kostengründen erst mit Verzögerung von Gärtner 1841/1842 errichteten gusseisernen Brunnenhalle, ab 1911 zur an derselben Stelle von Max Littmann errichteten steinernen Brunnen- und Wandelhalle.
Im Norden ist der Übergang zur Stadt und zur 1841 ebenfalls von Gärtner erbauten steinernen Ludwigsbrücke.
Vor dem zweigeschossigen Mittelgebäude, dem Conversationssaal, steht die Büste des Auftraggebers und bayerischen Königs Ludwig I., 1891 gefertigt vom Münchner Bildhauer Konrad Knoll.

### Conversationssaal
Etwa in der Mitte der Arkaden befindet sich der aus drei großen Bogentüren bestehende Eingang zum zweigeschossigen Conversationssaal, dem heutigen Rossini-Saal, mit seinem in Längsrichtung beidseitig romanischem Rundbogengang und einer farbigen Kassettendecke. Fünf Achsen der Arkaden bilden zugleich die Vorhalle zum Saal. Dieser ist etwa 30 Meter (100 Fuß) lang, 20 Meter (70 Fuß) breit und 8,50 Meter (30 Fuß) hoch. Die Wände sind mit reichen Fresko-Malereien in byzantinischem Stil bemalt. Der Conversationssaal (Conversation = gepflegte Unterhaltung) war als wetterunabhängiger Treffpunkt für die überwiegend adligen Kurgäste und als Festsaal für kleinere Gesellschaften gedacht.
Ursprünglich war der Conversationssaal leer, hatte keinen Bühnenraum und nur Mobiliar nach Bedarf. Er diente bei schlechterem Wetter als Wandelhalle während des Heilwassertrinkens, aber auch als Veranstaltungssaal für Konzerte und Tanzveranstaltungen. Der Zeitgenosse Johann Baptist Scharold beschrieb 1838 in seinen „Erinnerungen aus der Geschichte der Kurbrunnen und Kuranstalten zu Kissingen“ (Kitzingen 1838, Seite 122) das Innere des Conversationssaales, in dem die Farben Weiß und Rot in reicher Goldverzierung vorherrschen, sehr genau:
„Es mag nun hier der Platz seyn, die Beschaffenheit dieses grandiosen Neubaues in Kürze anzugeben. Derselbe enthält einen Saal mit einer großen Nische westwärts im Hintergrund, drei Logen, fünf Kabinete, eine Stiege zur Königsloge, eine Küche nebst vier Latrines. Von der mit Arabesken verzierten Decke des Saales, welcher 64' [Fuß] lang, 40' breit und 45' im Lichten hoch ist, hängen 6 geschmackvoll gearbeitete Kronleuchter, wovon einer mit 24 Lichtern in der Mitte und vier mit 12 Lichtern in den Cassetten über dem Bogen gegen die Ecken des Saales, dann ein Kronleuchter mit 12 Lichtern in der Rosette der Nische, welche eine Breite von 37' und eine Tiefe von 18 1/2' hat, und deren Wände die obenerwähnten al Fresko gemalten Ansichten von fremden Badeorten darstellen. Für die Seitenhallen des Saales, deren jede 64' lang und 10' tief, während die vordere nur 33' lang und 9' tief ist, hängt in der Mitte eines jeden Bogens zwischen jedem Pfeiler eine Lampe mit 4 Lichtern und eine Lampe mit 4 Lichtern in der Mitte des Eingangs, in Allem enthalten also die mit 40 ganzen und 6 Halb- oder Pilastersäulen gezierten Seitenhallen 11 Lampen. Eine herrliche Wirkung machen die beim Eintritt in den elegant meublirten Saal die in die Augen springenden Landschaften der Nische, worin eine große Ottomanne zum gemächlichen Ausruhen einladet.“
Die Spiegel im Saal waren mit vergoldeten Ornamenten verziert, die Kamine aus Skyros-Marmor gefertigt und mit vergoldeten, schmiedeeisernen Gittern versehen. Im Obergeschoss waren die fünf Außenbogen zum Kurgarten zeitweilig verglast und machten damit den Außenbalkon ebenfalls wetterunabhängig.
Neben dem Conversationssaal gibt es noch heute einen kleinen Raum, einst gedacht für kleinere Stehempfänge oder als Eingangsfoyer zum Festsaal.

## Baugeschichte
Nach Übergang des Kurortes Bad Kissingen zum Königreich Bayern (1814) investierten Königshaus und bayerische Regierung in das beim europäischen Hochadel schon damals beliebte „Weltbad“ und vergaben mehrere wichtige Bauaufträge zur Verbesserung der kurrelevanten Infrastruktur. Hierzu gehörte auch der Auftrag von König Ludwig I. an seinen bekannten Architekten und königlichen Oberbaurat Friedrich von Gärtner zum Bau des Arkadenbaues mit Conversationssaal, um Sommerfrischlern und Kurgästen erstmals wetterunabhängige Aufenthaltsmöglichkeiten in dem bereits 1737 von Balthasar Neumann angelegten Kurgarten zu bieten.
Im Juli 1833 trafen sich der König und sein Architekt zu ersten Planungsgesprächen in Bad Kissingen an Ort und Stelle. Ende Juni 1834 traf Gärtner ein weiteres Mal in Bad Kissingen ein, um alle Vorbereitungen für den Baubeginn zu treffen. Die feierliche Grundsteinlegung wurde am Vormittag des 25. August 1834, dem 48. Geburtstag des Königs, vom Regierungspräsidenten des Untermainkreises, Graf von Rechberg und Rothen-Löwen, vorgenommen. Der offizielle Festakt wurde von einem bis in die Abendstunden dauernden volksfestähnlichem Festprogramm begleitet.
Die Bauleitung vor Ort wurde dem königlichen Bauinspektor Ludwig Krämer übertragen. Schon am 2. Juli 1835 überzeugte sich der König in Begleitung der Königin höchstpersönlich vom Fortgang der Bauarbeiten. Am 12. Juli 1835 suchte die königliche Bauinspektion in der Region 60 bis 70 geübte Steinhauer zum sofortigen Arbeitsbeginn für die anstehenden Steinmetzarbeiten. Bezahlt wurden sie nicht nach Zeitaufwand, sondern nach Leistung. Ein Jahr später wurden am 21. Juni 1836 die für das Frühjahr 1837 geplanten Dachdeckerarbeiten mit gewalzten Eisenblechen sowie die Schlosser- und Schreinerarbeiten für sämtliche Türen und Fenster an heimische Handwerksfirmen vergeben.
Die Anlage wurde zwar zu Beginn der sommerlichen Kursaison 1838 schon in Betrieb genommen. Doch noch waren die Bauarbeiten nicht abgeschlossen. Am 24. Mai kam Gärtner für mehrere Tage nach Bad Kissingen, um noch die letzten Anordnungen zur Vollendung des Bauwerkes zu treffen. Drei Wochen später traf König Ludwig I. am 13. Juni 1838 um 18:30 Uhr – aus seinem Urlaubsdomizil Bad Brückenau kommend – in Bad Kissingen ein. Nach Besichtigung des Arkadenbaues nahm er bis 23 Uhr am abendlichen Festball im Conversationssaal teil. Erst am nächsten Morgen reiste er um 6 Uhr wieder nach Bad Brückenau zurück. Erst nach Abschluss aller Arbeiten konnte der Arkadenbau endlich – auf ausdrücklichen Befehl des Königs – am 8. Juli 1838 anlässlich des 46. Geburtstages von Königin Therese und des 100-jährigen Jubiläums der Wiederentdeckung der Rakoczy-Quelle mit einem Festball offiziell eingeweiht werden.
Schon während der Bauzeit überwies die Regierung in München die für den Bau notwendigen Gelder nur sehr zögerlich. Die endgültigen Baukosten lagen um 7.000 über den veranschlagten 100.000 Gulden.
Schon im Februar 1839 beklagte sich die Kissinger Kreisregierung in München über Mängel am neuen Bau: Stellenweise würde schon der Putz wieder von der Decke brechen. München forderte deshalb Friedrich von Gärtner auf, unverzüglich nach Kissingen zu fahren und die baulichen Mängel zu beheben.

## Historische Bedeutung
Der Bau dieses Arkadenbaues, des Conversationssaales und andere wichtige Neubauten von Friedrich von Gärtner in Bad Kissingen (Krugmagazin von 1839, Brunnenhalle von 1842 und anderes) sowie allgemeine Verbesserungen in der Infrastruktur des Staatsbades (Ludwigsbrücke von 1837, Evangelisches Bethaus von 1846) führten in jenen Jahren – in Verbindung mit einem besseren Management des Badebetriebes durch die Gebrüder Bolzano – zu einer raschen Steigerung der Kurgastzahlen. War 1832 gerade erst die Zahl von 1.000 überschritten worden, so waren es im Jahr 1842 mit 4.400 Gästen schon viermal so viele. Mag diese Zahl, verglichen mit heute 250.000 Übernachtungsgästen auch gering erscheinen, darf nicht vergessen werden, dass jene Gäste damals jeweils ein bis zwei Monate, manche sogar die ganze Saison in Bad Kissingen blieben, alle überaus wohlhabend waren und anders als heute ausnahmslos den oberen gesellschaftlichen Schichten des europäischen Adels oder Großbürgertums angehörten und in Begleitung ihrer Dienerschaft kamen. Dieser Arkadenbau als erstes repräsentatives Kurgebäude des Staatsbades war ein wichtiger Schritt in der Entwicklung Bad Kissingens zum „Weltbad“ mit Gästen sogar aus Übersee.

## Umbauten und Sanierungen
In den Jahren 1910 bis 1913 vervollständigte der Architekt Max Littmann die vorhandenen Bauten von 1838 um den heutigen Gebäudekomplex von Brunnen- und Wandelhalle im Süden bis zum Regentenbau im Norden. Den Conversationssaal gestaltete er ebenfalls um, schuf einen zusätzlichen Bühnenraum und passte die Raumausstattung dem damaligen Zeitgeschmack an.
Im Rahmen der Generalsanierung des gesamten Gebäudekomplexes (1998–2004) wurden 2002 auch die Arkaden und der Conversationssaal in der Littmann'schen Gestaltung und Farbgebung wiederhergestellt.

## Heutige Nutzung
Noch heute wird der seit der letzten Generalsanierung (um 2000) in Rossini-Saal umbenannte Conversations-Saal für kulturelle Veranstaltungen jeder Art, für Konzerte und Vortragsveranstaltungen, für Tagungen und private Feiern genutzt. Seine insgesamt 390 Quadratmeter große Grundfläche bietet je nach Bestuhlung Platz für 150 bis 330 Personen. Die Königsloge im Rang mit rückwärtigem Ausblick auf den Kurgarten wird heute zum Steuern der Veranstaltungstechnik genutzt.

## Sonstiges
Im Deutschen Krieg wurden Arkadenbau und Conversationssaal zum Schauplatz von schwerer Kampfhandlungen. Nach der Schlacht bei Bad Kissingen am 10. Juli 1866 wurden von den insgesamt 1.289 bayerischen und preußischen Verwundeten, die man in den größeren Häusern und Hotels der Stadt versorgte, über 400 Schwerverwundete in den zum Feldlazarett umgenutzten Arkadengängen und im Conversationssaal auf engem Raum „Mann auf Mann“ auf Stroh liegend untergebracht. Alle Räume waren mit Verwundeten überfüllt und in dem nur wenige Meter entfernt im Kurgarten stehenden Musikpavillon wurde amputiert. Zuvor waren die Arkaden und der Conversationssaal selbst Ort von Kampfhandlungen gewesen. Erst Ende Juli 1866 war der Arkadenbau wieder frei und der reguläre Kurbetrieb konnte wieder aufgenommen werden.
Am 11. Juli 1895 nahm bei einer Tanzveranstaltung im Conversationssaal die Louis-Stern-Affäre ihren Anfang, die zu monatelangen diplomatischen Schwierigkeiten zwischen dem Königreich Bayern, dem deutschen Kaiserreich und den Vereinigten Staaten führte.
Der Kissinger Arkadenbau diente seinem Architekten Friedrich von Gärtner auch als Vorbild für die Arkaden um den 1844 erweiterten Münchner Südfriedhof.